# МКС-53
МКС-53 — пятьдесят третья долговременная экспедиция Международной космической станции (МКС). Начало экспедиции — это момент отстыковки от станции корабля «Союз МС-04» 2 сентября 2017 года, 21:58 UTC. В состав экспедиции вошёл экипаж корабля «Союз МС-05» из 3 человек, ранее прибывших на станцию и работавших в предыдущей экспедиции МКС-52. Позже экспедиция пополнилась экипажем космического корабля «Союз МС-06» (с 13 сентября 2017 года, 2:55 UTC). С этого момента в экспедиции работало 6 человек. Завершилась экспедиция в момент отстыковки от станции корабля «Союз МС-05» 14 декабря 2017 года, 05:14 UTC. В этот момент экипаж пилотируемого корабля миссии «Союз МС-06» начал работу экспедиции МКС-54.

## Экипаж
| Должность   | Первая часть (с 2 по 13 сентября 2017) | Вторая часть (с 13 сентября по 14 декабря 2017) | № полёта | Корабль доставки |
| ----------- | -------------------------------------- | ----------------------------------------------- | -------- | ---------------- |
| Командир    | Рэндольф Брезник                       | Рэндольф Брезник                                | 2        | Союз МС-05       |
| Бортинженер | Сергей Рязанский                       | Сергей Рязанский                                | 2        | Союз МС-05       |
| Бортинженер | Паоло Несполи                          | Паоло Несполи                                   | 3        | Союз МС-05       |
| Бортинженер |                                        | Александр Мисуркин                              | 2        | Союз МС-06       |
| Бортинженер |                                        | Марк Т. Ванде Хай                               | 1        | Союз МС-06       |
| Бортинженер |                                        | Джозеф Акаба                                    | 3        | Союз МС-06       |

Астронавт Джозеф Акаба занял третье место в космическом корабле «Союз МС-06», которым РКК «Энергия» расплатилась с корпорацией «Боинг» (продавшая, в свою очередь, место НАСА) за долги по совместному проекту «Морской старт». Подобная практика продолжилась в последующих длительных экспедициях на МКС. Таким образом, численность американского экипажа МКС увеличена с двух до трёх человек при одновременном сокращении российского экипажа с трёх до двух человек. Ещё одно место в шестиместных экипажах МКС достаётся, как правило, представителю Японии, ЕКА, или Канады.

## Ход экспедиции

### Выходы в открытый космос
1. 5 октября 2017 года,  Рэндольф Брезник и  Марк Т. Ванде Хай, из модуля Квест, длительность 6 часов 55 минут[3].
2. 10 октября 2017 года,  Рэндольф Брезник и  Марк Т. Ванде Хай, из модуля Квест, длительность 6 часов 26 минут[4].
3. 20 октября 2017 года,  Рэндольф Брезник и  Джозеф Акаба, из модуля Квест, длительность 6 часов 49 минут[5].

### Принятые грузовые корабли
1. Прогресс МС-07, запуск 14 октября 2017 года, стыковка 16 октября 2017 года.
2. Cygnus CRS OA-8E, запуск 12 ноября 2017 года, стыковка 14 ноября 2017 года.

## Основные научные цели
- Выращивание материала для производства оптического волокна в условиях микрогравитации[6].
- Исследование роста материала для изготовления искусственной кости в условиях микрогравитации. Поиск методов лечения остеопороза и переломов[6]
- Проведение экспериментов на мышах с целью выявления новых методов и средств, помогающих снизить неблагоприятные эффекты длительной невесомости, в частности атрофию мышц[6].
- Изучение космических частиц высокой энергии для определения их источника и выявления фундаментальной структуры Вселенной[6].